# Le Vengeur défie Scotland Yard
Pour plus de détails, voir Fiche technique et Distribution.
Le Vengeur défie Scotland Yard (titre original : Der Rächer) est un film allemand réalisé par Karl Anton, sorti en 1960.
Il s'agit de l'adaptation du roman The Avenger d'Edgar Wallace, la troisième par le cinéma allemand depuis la fin de la Seconde Guerre mondiale.

## Synopsis
Deux femmes trouvent la tête d'un homme sur un viaduc de chemin de fer près de la ville anglaise d'Esher. Le décapité est Francis Elmer, un responsable du Foreign Office. Le meurtre pouvant avoir des motifs politiques, le major du renseignement, Staines, a chargé l’agent de sécurité compétent, Michael Brixan, de mener une enquête distincte. Comme Brixan l’apprend, Elmer est la douzième victime du soi-disant "vengeur", qui se décrit lui-même dans les lettres d’accompagnement comme un "bienfaiteur". Toutes les personnes tuées sont des criminels ou des suspects qui ont échappé à la loi.
La piste mène Brixan à Winchester, où Francis Elmer a été vu pour la dernière fois par sa nièce, l'actrice Ruth Sanders. Près de la ville, dans les coulisses du château de Henry Longvale, le tournage est en cours. Brixan fait d'abord semblant d'être journaliste pour apprendre davantage de Ruth sur les allées et venues de son oncle. La femme l'emmène dans un kiosque à journaux où Elmer reçut une lettre avant son meurtre et s'intéresse à une annonce pour le "bienfaiteur". De retour sur le tournage, Ruth apprend de réalisateur Jack Jackson qu’elle devra assumer le rôle principal du film à la place de la starlette Stella Mendozza. Par hasard, Brixan découvre la page d’un manuscrit de film dactylographié sur la même machine à écrire que les lettres de couverture de "Vengeur". Le dramaturge loufoque Lorenz Voss ne veut rien savoir de leurs origines.
Le lendemain, le tournage se poursuit dans le château de Griff voisin. Son propriétaire, Sir Gregory Penn, est un collectionneur d'armes du monde entier. Lors d'une visite au château, Brixan fait également la connaissance du serviteur géant Bhag, un indigène fidèle à Sir Gregory et qui lui obéit. Le propriétaire du château veut inviter Ruth à dîner, ce qu'elle refuse. La nuit, Bhag tente de pénétrer la chambre d'hôtel de Ruth. Brixan peut l'arrêter au dernier moment. L'enquêteur ingénieux arrive à la conclusion que Voss, au nom de Sir Gregory, a marqué la fenêtre de la chambre de Ruth pour la faire enlever par Bhag.
L'actrice Stella Mendozza arrive à l'hôtel le lendemain pour reprendre son rôle. Le réalisateur Jackson reste difficile et rejette le douteux Voss. Il affirme à Stella et à sa collègue Reggie Conolly qu'il a bientôt assez d'argent pour sa propre production cinématographique. Pendant ce temps, les documents de Voss laissent un mystère à Brixan, une ligne dans le cahier sur les manuscrits du film reçus ayant été noircie. Après avoir découvert que Sir Gregory piégeait une femme dans le château, Brixan parvient à y entrer dans la nuit. Il est découvert par Bhag, qui est empêché par l'intervention d'un inconnu de s'en prendre à Brixan.
Le lendemain matin, Leatherhead retrouve la tête de la treizième victime du "Vengeur", Lorenz Voss. Comme il est désigné dans le feuillet à côté comme un traître, Brixan suppose que Voss savait depuis longtemps qui était le tueur. Lorsque Brixan surprend Sir Gregory avec un mandat sans prétention, la femme capturée a disparu. En fait, la jeune malaise s'est échappée du château avec l'aide de son frère, qui avait empêché Bhag de persécuter Brixan. Alors que les deux sont en sécurité avec la police, Stella Mendozza se présente chez Sir Gregory. Il promet à l'actrice jalouse qu'elle amènera Ruth Sanders dans la soirée.
Dans la soirée, Brixan reçoit un rapport de laboratoire sur la ligne noircie du cahier de Voss. Bien que cela montre clairement qui est le vengeur, les enquêteurs veulent attendre de pouvoir affronter le criminel sans pitié. Au même moment, Ruth est enlevée dans le château sous le prétexte d'une séance de tournage soudainement programmée par Sir Gregory. Stella Mendozza, qui est également là, confie à Ruth son pistolet. Avec cela, Ruth peut échapper à l'intrusif Sir Gregory et s'échapper du château. En fuite, elle tombe dans l'un des nombreux tunnels souterrains. Lorsque Michael apprend le kidnapping, il se précipite vers Sir Gregory. Il y fait la connaissance de Stella Mendozza, qui rapporte que Sir Gregory est parti voir Henry Longvale. Brixan sait depuis longtemps que Longvale est un admirateur zélé de son ancêtre Charles Henri Longvale, l'ancien bourreau français. Sous la contrainte délirante, Henry Longvale a continué à être le "Vengeur" de l'héritage de son ancêtre. Par une astuce, Longvale menace Sir Gregory puis Brixan et Ruth. Au dernier moment, Bhag intervient. Le "Vengeur" meurt finalement sur sa propre guillotine.

## Fiche technique
- Titre : Le Vengeur défie Scotland Yard
- Titre original : Der Rächer
- Réalisation : Karl Anton
- Scénario : Gustav Kampendonk, Rudolph Cartier
- Musique : Peter Sandloff
- Direction artistique : Willi Herrmann, Curt Stallmach (de)
- Costumes : Trude Ulrich
- Photographie : Willi Sohm
- Son : Erwin Jennewein
- Montage : Walter von Bonhorst (de)
- Production : Kurt Ulrich, Heinz Willeg (de)
- Société de production : Kurt Ulrich Filmproduktion
- Société de distribution : Europa-Filmverleih AG
- Pays d'origine :  Allemagne de l'Ouest
- Langue : allemand
- Format : Noir et blanc - 1,66:1 - Mono - 35 mm
- Genre : Policier
- Durée : 99 minutes
- Dates de sortie :
  -  Allemagne de l'Ouest : 5 août 1960.
  -  France : 11 octobre 1961[1].
  -  Finlande : 3 novembre 1961.
  -  Danemark : 16 mars 1962.
  -  Mexique : 20 décembre 1962.

## Distribution
- Heinz Drache : Michael Brixan
- Ina Duscha : Ruth Sanders
- Benno Sterzenbach : Sir Gregory Penn
- Ingrid van Bergen : Stella Mendozza
- Ludwig Linkmann : Henry Longvale, le propriétaire du château
- Siegfried Schürenberg : Major Staines, chef des services secrets
- Klaus Kinski : Lorenz Voss
- Rainer Brandt : Reggie Conolly
- Friedrich Schoenfelder : Jack Jackson, le réalisateur
- Al Hoosman : Bhag
- Maria Litto (de) : La danseuses malaise
- Franz-Otto Krüger : L'assistant réalisateur
- Rainer Penkert : Le directeur de la photographie
- Albert Bessler : L'homme au journal

## Histoire
Après le lancement de la série Edgar Wallace de Rialto Film avec La Grenouille attaque Scotland Yard (1959) et Scotland Yard contre Cercle rouge (1960), les deux sociétés obtiennent de Penelope Wallace tous les droits de cinéma disponibles des thrillers d'Edgar Wallace. À cette époque, les droits de deux romans sont déjà vendus : The Avenger à Kurt Ulrich et The Yellow Snake à Artur Brauner.
En 1960, presque personne ne devine combien de temps durerait le succès des films de Wallace. Alors que Brauner attend plus de deux ans avec son adaptation cinématographique Der Fluch der gelben Schlange (de), Kurt Ulrich réagit tout de suite. Les préparatifs de Le Vengeur défie Scotland Yard battent déjà leur plein pour amener la production dans les cinémas avant même la première de la troisième adaptation de Rialto, Scotland Yard contre le Masque (de). Europa-Filmverleih, qui doit commercialiser Le Vengeur défie Scotland Yard en République fédérale d'Allemagne, place de grands espoirs dans le projet et prévoit cinq millions de visiteurs dans 3 000 salles de cinéma.
Afin de revaloriser cette histoire quelque peu lourde, on engage Gustav Kampendonk et Rudolf Katscher, deux scénaristes expérimentés. Bien que Kampendonk se soit fait connaître avant tout par de nombreuses comédies, Katscher connait bien le genre du film policier et a déjà participé au film Le Traître en 1931. Après avoir émigré à Londres en 1935, il travaille notamment sous le nom de Rudolf Carter pour la BBC. En tant que réalisateur, Karl Anton est actif depuis l'époque du cinéma muet. Le Vengeur défie Scotland Yard est son dernier travail en tant que réalisateur.
Le producteur Kurt Ulrich fait preuve de bon sens dans le choix des acteurs. Avec Heinz Drache, Klaus Kinski et Siegfried Schürenberg, il embauche trois interprètes qui deviendront dans les films de Rialto Film de véritables stars de la série.

## Crédit d'auteurs
- (de) Cet article est partiellement ou en totalité issu de l’article de Wikipédia en allemand intitulé « Der Rächer » (voir la liste des auteurs).